# Ivösjön
Ivösjön är en sjö i Bromölla kommun och Kristianstads kommun i Skåne och ingår i Skräbeåns huvudavrinningsområde. Ivösjön är Skånes största sjö. Sjön är 50 meter djup, har en yta på 50,1 kvadratkilometer och befinner sig 5 meter över havet. Ivösjön ligger i Ivösjön-Oppmannasjön Natura 2000-område och skyddas av fågeldirektivet. Sjön avvattnas av vattendraget Skräbeån. Vid provfiske har en stor mängd fiskarter fångats, bland annat abborre, björkna, braxen och gers.
Vid Åsen strax norr om Bromölla hittades ett fossil av vad som är världens äldsta kompletta blomma, 85 miljoner år gammal. Växter av detta släkte finns fortfarande i bland annat Sydafrika. Blomman har fotograferats av fotografen Lennart Nilsson. Området runt Ivösjön är ett av de fossilrikaste i världen och skelett av dinosaurier har hittats här bland annat. Fossilmuseet Havsdrakarnas Hus ligger inhyst i Bromölla järnvägsstations väntsal och drivs av Filip Lindgren.
Ivösjön har också vid flera inventeringar visat sig vara Sveriges artrikaste fisksjö med cirka 25-30 fångade arter. Fisket är vida känt bland sportfiskare. Den sällsynta malen har fångats i Skräbeån som avvattnar Ivösjön och rinner ut i Hanöbukten vid Möllefjärden, Nymölla.
Sjön sänktes 1876, en ny sänkning på drygt en halv meter genomfördes 1966.
I sjön ligger Skånes största ö, Ivö. Den näst största ön i sjön, Enö, är obebodd.

## Transporter
Sedan gammalt har en omfattande transport med segelfartyg förekommit på Ivösjön. Godsen Trolle Ljungby och Årup har haft egna skutflottor. Sedan Sölvesborg–Kristianstads Järnväg invigdes 1874 blev Bromölla vid Ivösjön en knutpunkt för omlastning av transporter från vatten till land. 1875 bildades Ifösjöns Ångbåts AB för att bedriva ångbåtstrafik på sjön. Bolaget bar sig dock inte och avvecklades redan 1879. 1880 bildades i stället Ifösjöns nya ångbåtsaktiebolag som dock även det fick svårt att bära sig och avveckades redan 1882. Ifö Kalk & Kaolinbruk, senare Iföverken har bedrivit en omfattande transport av virke, glassand och granit från Ivösjöns norra delar till ångbåtsbryggan i Bromölla och av kalksten och råkaolin från gruvor på Ivön och vid Axeltorp till fabriken i Bromölla. Pråmtransporterna fortsatte fram till 1961. Även enskilda vedhandlare har bedrivit sjöfart med ångbåt på Ivösjön. Trafikverket Färjerederiet trafikerar Ivöleden med linfärja mellan Ivön och Barum på fastlandet.

## Delavrinningsområde
Ivösjön ingår i delavrinningsområde (622271-141586) som SMHI kallar för Utloppet av Ivösjön. Medelhöjden är 35 meter över havet och ytan är 147,93 kvadratkilometer. Räknas de 57 avrinningsområdena uppströms in blir den ackumulerade arean 993,12 kvadratkilometer. Avrinningsområdets utflöde Skräbeån mynnar i havet. Avrinningsområdet består mestadels av skog (40 %) och jordbruk (14 %). Avrinningsområdet har 50,08 kvadratkilometer vattenytor vilket ger det en sjöprocent på 33,8 %. Bebyggelsen i området täcker en yta av 4,13 kvadratkilometer eller 3 % av avrinningsområdet.

## Fisk
Vid provfiske har följande fisk fångats i sjön:
| - Abborre - Björkna - Braxen - Gärs - Gädda - Gös - Lake | - Löja - Mört - Nissöga - Nors - Sarv - Siklöja - Sutare |

Utöver detta finns även ruda, id och några andra arter.